# Jean-Jacques Renoliet
Jean-Jacques Renoliet (né en 1958) est un historien et professeur français. Les travaux de Jean-Jacques Renoliet portent principalement sur la Commission internationale de coopération intellectuelle (CICI), organe de la Société des Nations en tant que précurseur de l'UNESCO. Son ouvrage principal, intitulé L'UNESCO oubliée, la Société des Nations et la coopération intellectuelle (1919-1946), paru en 1999, porte sur l'Institut International de Coopération Intellectuelle et fait désormais référence dans toute recherche académique sur la coopération culturelle de l'entre-deux-guerres,,. 
Il officie en tant que professeur d'histoire-géographie au sein du lycée Aristide-Briand d'Évreux. L'historien y dispense, en anglais, des cours sur l'histoire des relations internationales et la géographie dans le cadre de la section européenne de l'établissement,.

## Carrière universitaire et débats académiques

### «L'UNESCO oubliée»: une contribution majeure à la recherche académique
L'UNESCO oubliée, la Société des Nations et la coopération intellectuelle (1919-1946) a été réutilisé et critiqué par d'autres historiens. De manière générale, le livre a été plutôt bien reçu dans le milieu universitaire. Dans une critique, Guy Gosselin voit dans l'ouvrage de l'universitaire « un apport important à l'histoire de la Société des Nations ». En effet, avant 1999, la littérature académique française n'avait pas d'ouvrage historiographique portant spéficiquement sur la Commission internationale de coopération intellectuelle. Ainsi, Jean-Jacques Renoliet est l'« auteur du seul ouvrage d’importance consacré à l’Institut » et « c’est surtout l’ouvrage de Jean-Jacques Renoliet en 1999 qui fait aujourd’hui encore [2018] office de référence ».
La thèse avancée par Jean-Jacques Renoliet selon laquelle la création de l'UNESCO n'a été possible que grâce à l'organisme culturel de la Société des Nations est reprise par de nombreux chercheurs tels que la sociologue Gisèle Sapiro.
Plus récemment, en 2012, l'historien français Robert Frank, spécialiste des questions européennes et des relations internationales, déplore dans le livre de Jean-Jacques Renoliet le manque d'attention portée à « l’histoire du droit international et des juristes, ceux-ci ayant été trop négligés par les spécialistes de l’histoire intellectuelle; que leur engagement pour la paix et les droits de l’homme ».

### Conférencier universitaire
En plus de son activité d'auteur, Jean-Jacques Renoliet est un conférencier, ayant notamment officié au sein de l'UNESCO. En 2009, Jean-Jacques Renoliet dispense également des colloques au prestigieux Collège de France. 
Tintinophile, l'historien a également mené, pour le compte de l'Université populaire d'Évreux, une étude des relations internationales au prisme de la bande dessinée d'Hergé.

## Principales publications
- Division et unité de l'Europe, Société d'étude d'histoire des relations internationales contemporaines, Paris, 1993[13].
- « L'Institut international de coopération intellectuelle (1919-1940) », thèse de doctorat, Université Paris-1, 1995[14].
- L'UNESCO oubliée, la Société des Nations et la coopération intellectuelle (1919-1946), Publications de la Sorbonne, Paris, 1999[15].